# Monte Beagle
El monte Beagle (en inglés: Mount Beagle) es una elevación de 237 m s. n. m. que se ubica en la península de Freycinet al sur de la bahía de la Anunciación y al norte del Puerto Groussac, en el sector este de la isla Soledad del archipiélago de las Malvinas, que según la Organización de las Naciones Unidas (ONU), está en litigio de soberanía entre el Reino Unido, quien la administra como parte del territorio británico de ultramar de las Malvinas, y la Argentina, quien reclama su devolución, y la integra en el departamento Islas del Atlántico Sur de la provincia de Tierra del Fuego, Antártida e Islas del Atlántico Sur.
Este monte se localiza al norte de la localidad de Puerto Argentino junto con el monte Bajo que se encuentra al oriente de esta elevación.